# P/2018 EN4 NEOWISE
P/2018 EN4 NEOWISE è una cometa periodica appartenente alla famiglia delle comete Halleidi. Scoperta originariamente il 9 marzo 2018 fu ritenuta un asteroide, solo il 14 maggio 2018 ci si rese conto che si trattava di una cometa. Ha una MOID relativamente piccola col pianeta Marte.